# 什平德萊魯夫姆林

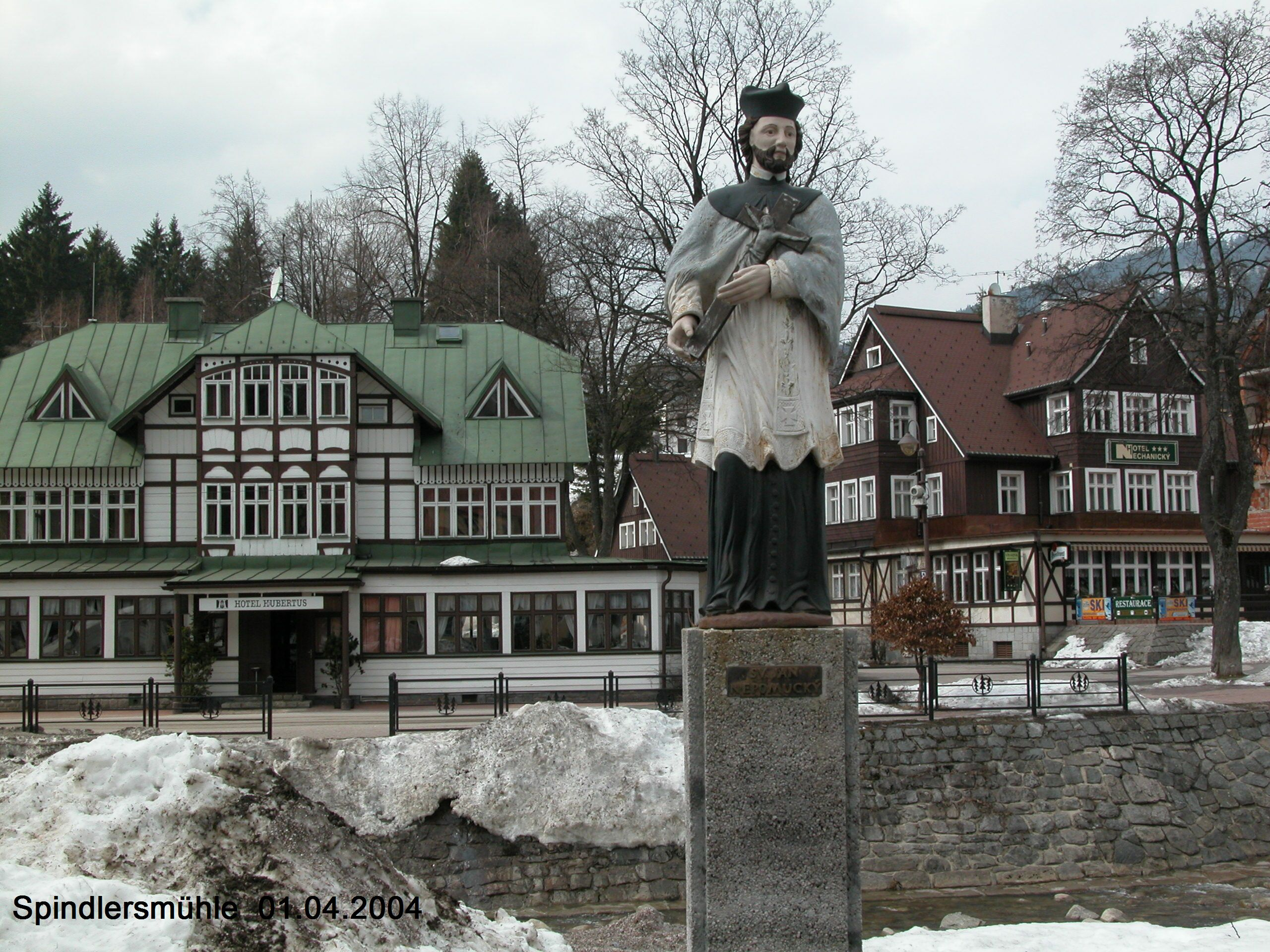

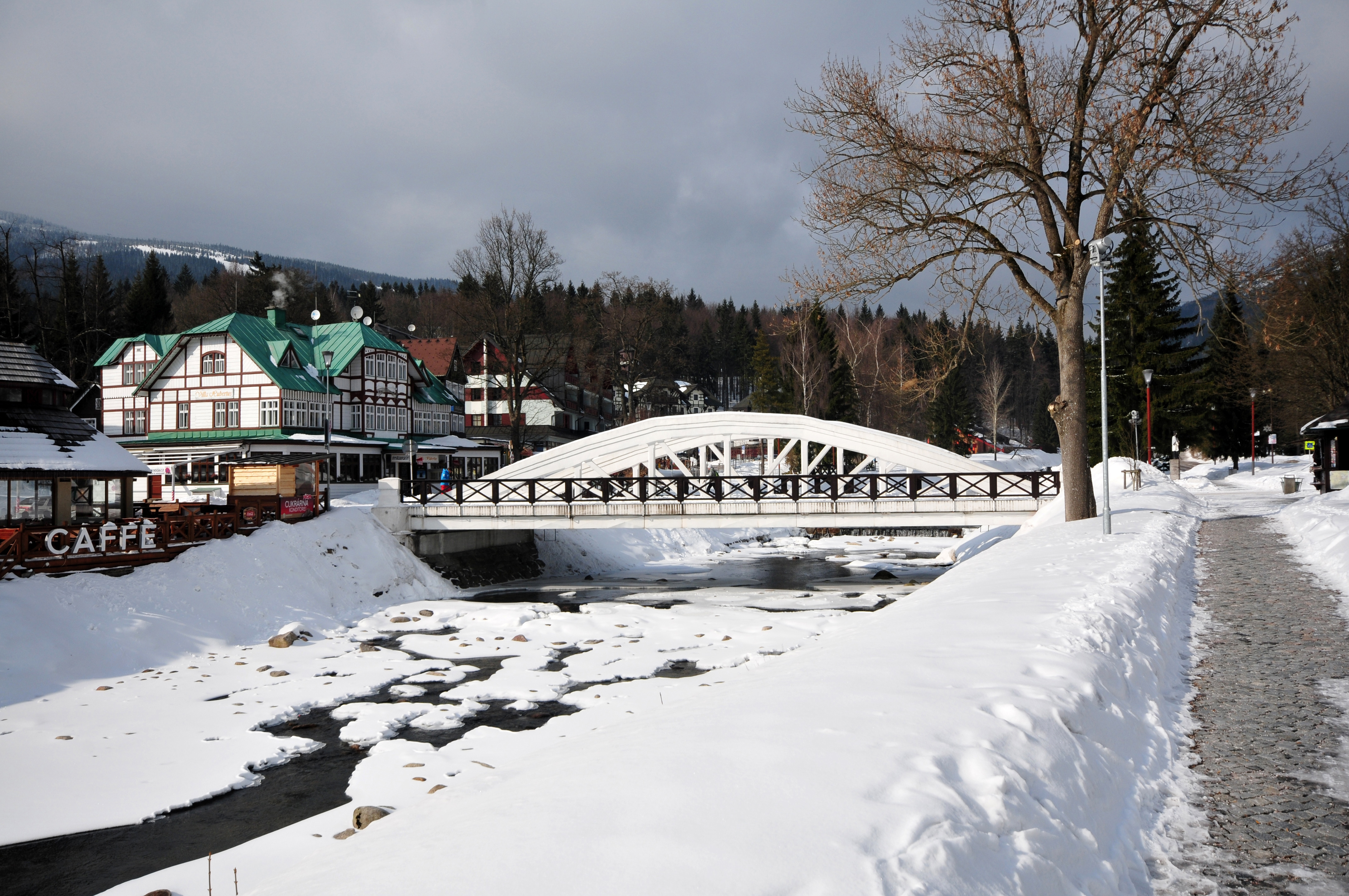

什平德萊魯夫姆林是捷克的城鎮，位於該國北部易北河畔，由赫拉德茨-克拉洛韋州負責管轄，面積76.9平方公里，海拔高度718米，2006年人口達1,393。

## 外部連結
- Municipal website
- Information for skiers
- Information, accommodation, restaurants